# جوزيف إبستاين (سياسي)
جوزيف إبستاين هو سياسي بولندي وفرنسي، ولد في 16 أكتوبر 1911 في زاموشتش في بولندا، وتوفي في 11 أبريل 1944 في Fort Mont-Valérien ‏ في فرنسا. نشط حزبياً في الحزب الشيوعي الفرنسي.